# Sebastiano Desplanches
Sebastiano Desplanches (Novara, 11 de marzo de 2003) es un futbolista italiano que juega de portero en el Delfino Pescara 1936 de la Serie B.

## Trayectoria
Nacido en Novara, comenzó su carrera en el sector juvenil del A. C. Milan. El 1 de septiembre de 2022, abandonó el Milan y fichó por el L. R. Vicenza de la Serie C.
El 5 de enero de 2023 fue cedido al también club de tercera división A. C. Trento 1921 hasta el final de la temporada.
El 17 de julio de 2023, fichó por el Palermo F. C. de la Serie B por una cantidad no revelada, firmando un contrato de cinco años con el club. Pasó la temporada 2023-24 como suplente de Mirko Pigliacelli, e hizo su debut rosanero sólo en el último partido en casa de la temporada, un empate 2-2 ante el Ascoli Calcio 1898 el 5 de mayo de 2024.

## Selección nacional
Nació en Italia, de padre francés y madre italiana. Es internacional juvenil por Italia, habiendo representado a la Italia sub-15, sub-16, sub-18 y sub-19.
En junio de 2022 fue incluido en la selección que participó en el Campeonato Europeo de la UEFA Sub-19 2022 en Eslovaquia, donde Italia alcanzó las semifinales antes de ser eliminada por la a la postre campeona Inglaterra.
En mayo de 2023 fue incluido en la selección sub-20 de Italia que participó en la Copa Mundial de Fútbol Sub-20 de 2023 en Argentina. Los azzurrini terminaron subcampeones tras perder contra Uruguay en la final, pero finalmente recibió el Guante de Oro al mejor portero del torneo.
El 8 de septiembre de 2023 debutó con la selección sub-21 de Italia, en el partido de clasificación contra Letonia.

## Estadísticas

### Clubes
Actualizado al último partido disputado el 31 de enero de 2025.
| Vicenza Calcio · Italia               | 3.ª           | 2022-23       | 0  | 0  | 3 | 3 | — | — | 3  | 3  |
| Vicenza Calcio · Italia               | Total club    | Total club    | 0  | 0  | 3 | 3 | 0 | 0 | 3  | 3  |
| A. C. Trento · Italia                 | 3.ª           | 2022-23       | 10 | 8  | 0 | 0 | — | — | 10 | 8  |
| A. C. Trento · Italia                 | Total club    | Total club    | 10 | 8  | 0 | 0 | 0 | 0 | 10 | 8  |
| Palermo F. C. · Italia                | 2.ª           | 2023-24       | 4  | 3  | 0 | 0 | — | — | 4  | 3  |
| Palermo F. C. · Italia                | 2.ª           | 2024-25       | 21 | 21 | 0 | 0 | — | — | 21 | 21 |
| Palermo F. C. · Italia                | Total club    | Total club    | 25 | 24 | 0 | 0 | 0 | 0 | 25 | 24 |
| Total carrera                         | Total carrera | Total carrera | 35 | 32 | 3 | 3 | 0 | 0 | 38 | 35 |
| (1) Hace referencia a goles encajados |               |               |    |    |   |   |   |   |    |    |